# Marie-Josée Jacobs
Marie-Josée Jacobs (ur. 22 stycznia 1950 w Marnach) – luksemburska polityk, pielęgniarka, działaczka związkowa i samorządowiec, deputowana, w latach 1992–2013 minister w sześciu kolejnych gabinetach.

## Życiorys
W 1969 uzyskała dyplom pielęgniarki, a w 1973 ukończyła specjalizację z pielęgniarstwa anestezjologicznego. Pracowała w tym zawodzie do 1992. Była jednocześnie działaczką związkową w ramach konfederacji chrześcijańskich związków zawodowych LCGB. W jej ramach pełniła funkcję przewodniczącej sekcji pracowników prywatnych (1980–1992) oraz wiceprezesa konfederacji (1981–1992).
Zaangażowała się w działalność polityczną w ramach Chrześcijańsko-Społecznej Partii Ludowej. W latach 1995–2006 była wiceprzewodniczącą tego ugrupowania. W 1984 została po raz pierwszy wybrana na posłankę do Izby Deputowanych. Z powodzeniem ubiegała się o reelekcję w kolejnych wyborach do 2009 włącznie. Od 1987 do 1992 była także radną Luksemburga.
Między 1992 a 2013 w randze ministra wchodziła w skład sześciu kolejnych rządów, którymi kierowali premierzy Jacques Santer i Jean-Claude Juncker. W 1992 została ministrem rolnictwa, winogrodnictwa i rozwoju obszarów wiejskich. W 1995 przeszła na funkcję ministra rodziny, odpowiadając także za sprawy promocji kobiet oraz osób niepełnosprawnych. W latach 1999–2004 była ministrem do spraw rodziny rodziny, solidarności społecznej i młodzieży, a także ministrem do spraw promocji kobiet. Następnie została mianowana ministrem do spraw rodziny i integracji oraz ministrem do spraw równouprawnienia. W 2009 pozostała na pierwszej z tych funkcji, a dodatkowo została ministrem do spraw współpracy rozwojowej i pomocy humanitarnej, z rządu odeszła w kwietniu 2013.
W 2013, po zakończeniu swojej wieloletniej kariery politycznej, objęła stanowisko prezesa luksemburskiego Caritasu.